# Heidi Kosche

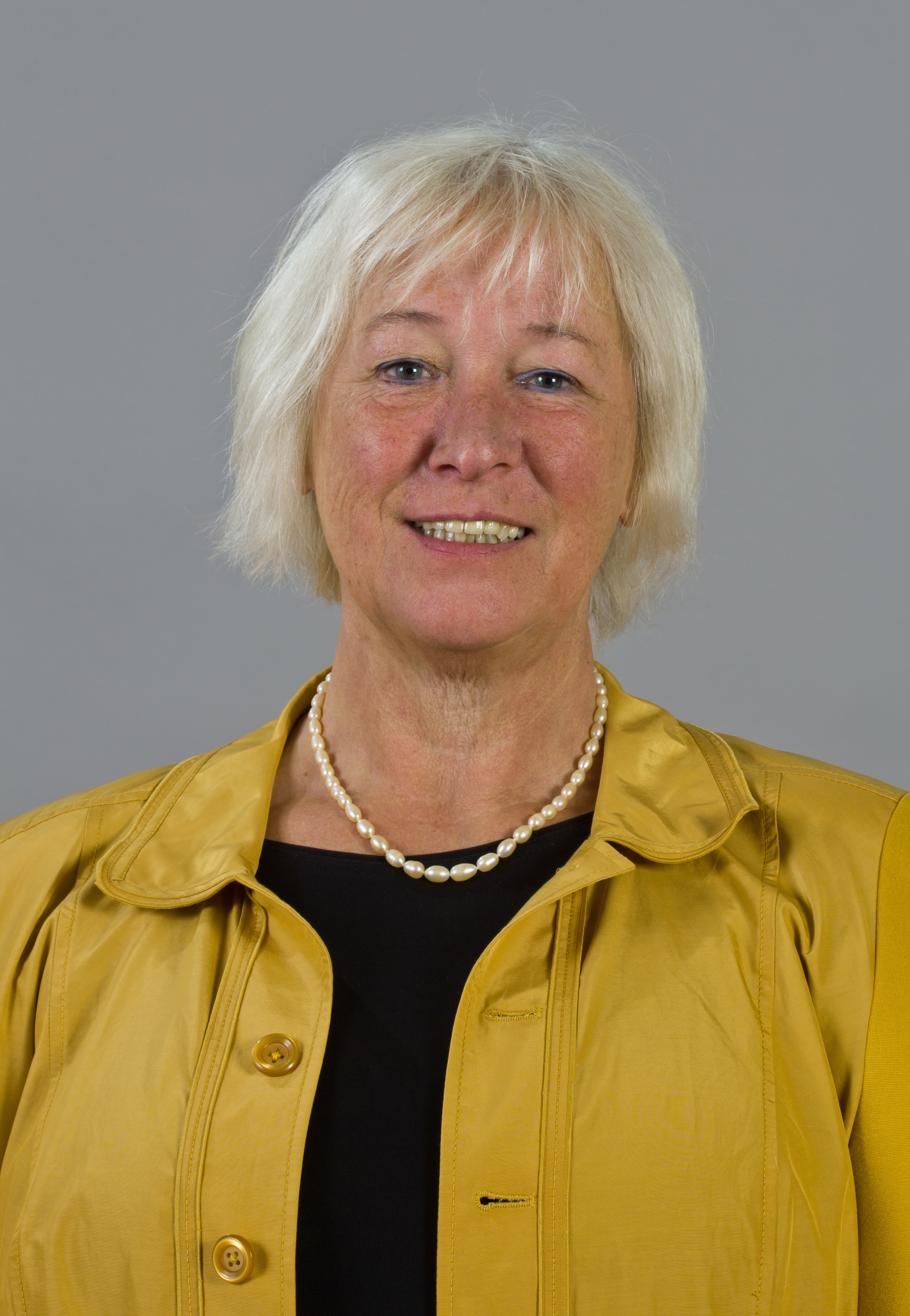
Heidi Kosche

Heidi Kosche (* 17. November 1949 in Erfurt) ist eine deutsche Politikerin (Bündnis 90/Die Grünen). Sie war von 2006 bis 2016 Mitglied des Abgeordnetenhauses von Berlin.

## Leben
Nach dem Schulbesuch in Bremen begann Heidi Kosche eine Lehre an der Bremer Baumwollbörse als Chemielaborantin. Sie erhielt einen Abschluss Ing. grad der Chemie an der FH Aachen, 1973. Danach absolvierte sie ein Lehramtsstudium an der Freien Universität Berlin in den Fächern Biologie und Politik. Danach arbeitete sie im Schuldienst an Berliner Gymnasien. 
1986 begann sie eine Tätigkeit im Ökowerk am Teufelssee. Danach folgte ein Wechsel 1988 in das Modellprojekt 'Umwelterziehung' des Senats von Berlin, bis zur Bildung des ersten Senats Momper. Seit 1991 ist sie im brandenburgischen Ministerium für Bildung, Jugend und Sport und als Referentin im Landesinstitut für Schule und Medien als Naturwissenschaftlerin tätig.

## Politik
Ab 1988 arbeitete Heidi Kosche als Parteilose mit in der AL für Demokratie und Umweltschutz, besonders im Bildungsbereich. Seit 1992 ist sie Mitglied von Bündnis 90/Die Grünen Berlin. Sie ist seit 2003 Basisvertreterin im Bundesfinanzrat von Bündnis 90/Die Grünen für Berlin. Von September 2006 bis Oktober 2016 war Kosche Wahlkreisabgeordnete für den Wahlkreis Friedrichshain-Kreuzberg 1 von Berlin im Abgeordnetenhaus von Berlin.
Kosche hat eine Tochter.